# Kristian Friis
 Der er for få eller ingen kildehenvisninger i denne artikel, hvilket er et problem. Du kan hjælpe ved at angive troværdige kilder til de påstande, som fremføres i artiklen.

Kristian Friis Hansen (født 5. januar 1911 i Tiset ved Gram; død 20. juli 1995 i Rinkenæs Sønderjylland) var sognepræst i Farsø Sogn fra 1949 til 1974.
Efter folkeskolen gik han på Katedralskolen i Viborg, han blev optaget på Københavns Universitet 1931 og fik sin pastorat. Cand.theol 19. juni 1937.
Præsteviet 6. april 1938 i Ribe Domkirke af biskop S. Westergaard.
I 1938 fik han et kort vikariat i Rødding, der varede ca. 1 år.
I 1939 blev han sognepræst i Flade Bjergby kirker indtil 1949 hvor han blev pastor i Strandby Farsø sogn.
Gift 1939 i Nustrup Kirke med Petra Oline Friis indtil hendes død i 1980. Sammen fik de to døtre, Hanne Sofie Morsing Friis 1940-2015 Og Anne Marie Morsing Friis 1946-2004
I perioden 1961 til 1979 var han formand for Indre Mission. (IM )
I 1964 blev han udnævnt til Ridder af Dannebrog af Kong Frederik d. IX personligt i våbenhuset, før påskegudstjenesten i Strandby Kirke.
Kristian Friis var kongefamiliens præst under kongefamiliens ophold i den kongelige jagthytte i Trend.